# Жерар Рінальді
Жерар Рінальді (17 лютого 1943 — 2 березня 2012) — французький актор, музикант, автор текстів, художній керівник і співак з Les Charlots. 

## Смерть
Рінальді помер від лімфоми 2 березня 2012 року. Йому було 69. Кілька днів потому, стримуючи сльози, Жан Саррус (Les Charlots) віддав шану своєму другу і сказав про нього наступне: «Жерар був душею Les Charlots. Він досяг успіху в усьому, що робив: у нього був чудовий співочий голос, але здебільшого як письменник, це він любив робити понад усе: написання пісень. Я захоплювався його прекрасним почуттям гумору та його здатністю сміятися над усім і весь час. Коли він помирав, він навіть змусив нас сміятися про свій рак, я бачив його на лікарняному ліжку, і він просто намагався розсмішити мене, незважаючи на те, що морфій почав діяти. Я буду за ним дуже сумувати». Луїс Рего (Les Charlots) також відреагував на смерть свого друга, сказавши, що він дуже засмучений і дуже захоплюється Жераром Рінальді: «він був настільки обдарованим, що зробив би чудову кар’єру навіть без Ле Шарло».
Через десять днів після смерті Рінальді, світ театру возз’єднався в паризькому Театрі де ла Мішод’єр для особливого вшанування. Колишні учасники Les Charlots Жан Саррус, Жан-Гі Фехнер і Рішар Бонно (заміна Рінальді в групі з 1986 по 1992 рік) були присутні, щоб віддати шану. Актори Жерар Юньо, Марі-Анн Шазель, Марі-П'єр Кейсі, Марта Віллалонга та багато інших віддали шану подрузі.
Théâtre de la Michodière був обраний для вшанування, тому що Рінальді виступав там чотири рази за свою кар'єру: 1986 Double Mixte, 1992 La Puce à L'Oreille, 1994 Bobosse, 2004 Le Canard à l'Orange .

## Озвучування
- Watership Down - Hazel (французький дубляж)
- Великий мишачий детектив - Ратіган (французький дубляж)
- Американський хвіст - Анрі (французький дубляж)
- Русалочка (фільм 1989) - Шеф-кухар Луї (французький дубляж)
- Гуфі фільм - Гуфі (французький дубляж)
- Balto - Steele (французький дубляж)
- An All Dogs Christmas Carol - Чарлі Баркін (французький дубляж)
- Rocko's Modern Life - Heffer (французький дубляж)
- Тарзан - Клейтон (французький дубляж)
- Сімпсони - містер Бернс (французький дубляж)
- Батько гордості - Ларрі (французький дубляж)